# جوسيف إنجل
جوسيف إنجل (بالألمانية: Josef Engel) هو عالم تشريح نمساوي، ولد في 29 يناير 1816 في فيينا في النمسا، وتوفي بنفس المكان في 3 أبريل 1899.